# Emma Rabbe
Emma Rabbe  (Ottawa, Kanada, 1969. április 18. –) venezuelai színésznő, modell.

## Élete
Emma Rabbe 1969. április 18-án született Ottawában. 1988-ban megnyerte a Miss World szépségversenyt. 1997-ben hozzáment Daniel Alvaradóhoz. Három gyermekük van: Daniel Alejandro, Diego José és Calvin Daniel. 2002-ben Tza Tza szerepét játszotta az Édes dundi Valentina című sorozatban.

## Filmográfia

### Telenovellák
- Adorable Mónica, 1990 (Venevisión)
- Bellísima, 1991 (Venevisión)
- Peligrosa, 1994 (Venevisión)
- Pecado de amor, 1996 (Venevisión)
- Reina de corazones, 1998 (Rctv)
- Hechizo de amor, 2000 (Rctv)
- Édes dundi Valentina (Mi gorda bella), 2002 (Rctv) (Magyar hang: Spilák Klára)
- ¡Qué buena se puso Lola!, 2004 (Rctv)
- Amor a palos, 2005 (Rctv)
- La trepadora, 2008 (Rctv Internacional)
- Tomasa Tequiero, 2010 (Venevisión)
- La viuda joven, 2011 (Venevisión)
- Nacer contigo, 2012 (Televen)

### Film
- 13 segundos (2007)